# Cybianthus candamoensis
Cybianthus candamoensis Pipoly & Ricketson – gatunek roślin z rodziny pierwiosnkowatych (Primulaceae). Występuje naturalnie w południowo-wschodnim Peru. 

## Morfologia
LiścieBlaszka liściowa ma eliptyczny kształt, żółtawą barwę i ostry wierzchołek. Ogonek liściowy ma 20–25 mm długości.
KwiatySzypułki kwiatostanowe mają 1–1,2 mm długości. Działki kielicha są nierówno podzielone, mają trójkątny lub szeroko jajowaty kształt oraz 0,7–1 długości i 0,7–1,2 mm szerokości, ich brzegi są nieregularne, często nieco zniszczone. Płatki są mierzą 1–1,5 mm długości i 1–1,3 mm szerokości.